# Ад-Даайя, Мухаммад
Муха́ммад ад-Даайя́, Мухаммед Аль-Деайя, Мохамед Аль-Деайя (араб. محمد الدعيع‎; род. 2 августа 1972, Хаиль) — саудовский футболист, вратарь. Рекордсмен Саудовской Аравии по количеству матчей за сборную — 173. По опросу МФФИИС занимает 1-е место среди лучших голкиперов Азии XX века.

## Карьера

### Клубная
Профессиональную карьеру начал в 1991 году в клубе «Аль-Таи», в котором играл до 1999 года. В 2000 году перешёл в «Аль-Хиляль» из города Эр-Рияд. Начал спортивную карьеру как гандбольный вратарь, но был убежден своим старшим братом Абдуллой стать футболистом. Аль-Деайя часто играл в брюках, вратарском свитере и кепке. 22 июня 2010 года завершил карьеру.

### В сборной
С 1993 года играл за главную национальную сборную Саудовской Аравии. Участвовал в четырёх чемпионатах мира — 1994, 1998, 2002, 2006 (запас), двух Кубках Азии — 1996, 2000, Кубке Конфедераций — 1999. Долгое время ошибочно считалось, что на счету Мохамеда 181 матч за сборную (3 матча в 1990 году на Азиатских играх сыграл его старший брат Абдулла Ад-Даайя).

## Достижения

### Командные
- Победитель Кубка Азии: 1996
- Финалист Кубка Азии: (2): 1992, 2000
- Обладатель Кубка арабских наций: (2): 1998, 2002
- Финалист Кубка арабских наций: 1992
- Обладатель Кубка наций Персидского залива (3): 1994, 2002, 2003
- Финалист Кубка наций Персидского залива: 1998
- Обладатель Кубка обладателей кубков Азии: 2002
- Чемпион Саудовской Аравии (3): 2001/02, 2004/05, 2007/08
- Обладатель Кубка наследного принца Саудовской Аравии (4): 2002/03, 2004/05, 2005/06, 2007/08
- Обладатель Кубка Саудовской федерации футбола (2): 2004/05, 2005/06
- Обладатель Арабского кубка обладателей кубков: 2000/01
- Обладатель Арабского суперкубка: 2001
- Обладатель Саудовско-Египетского суперкубка: 2001